# 烏爾科斯區

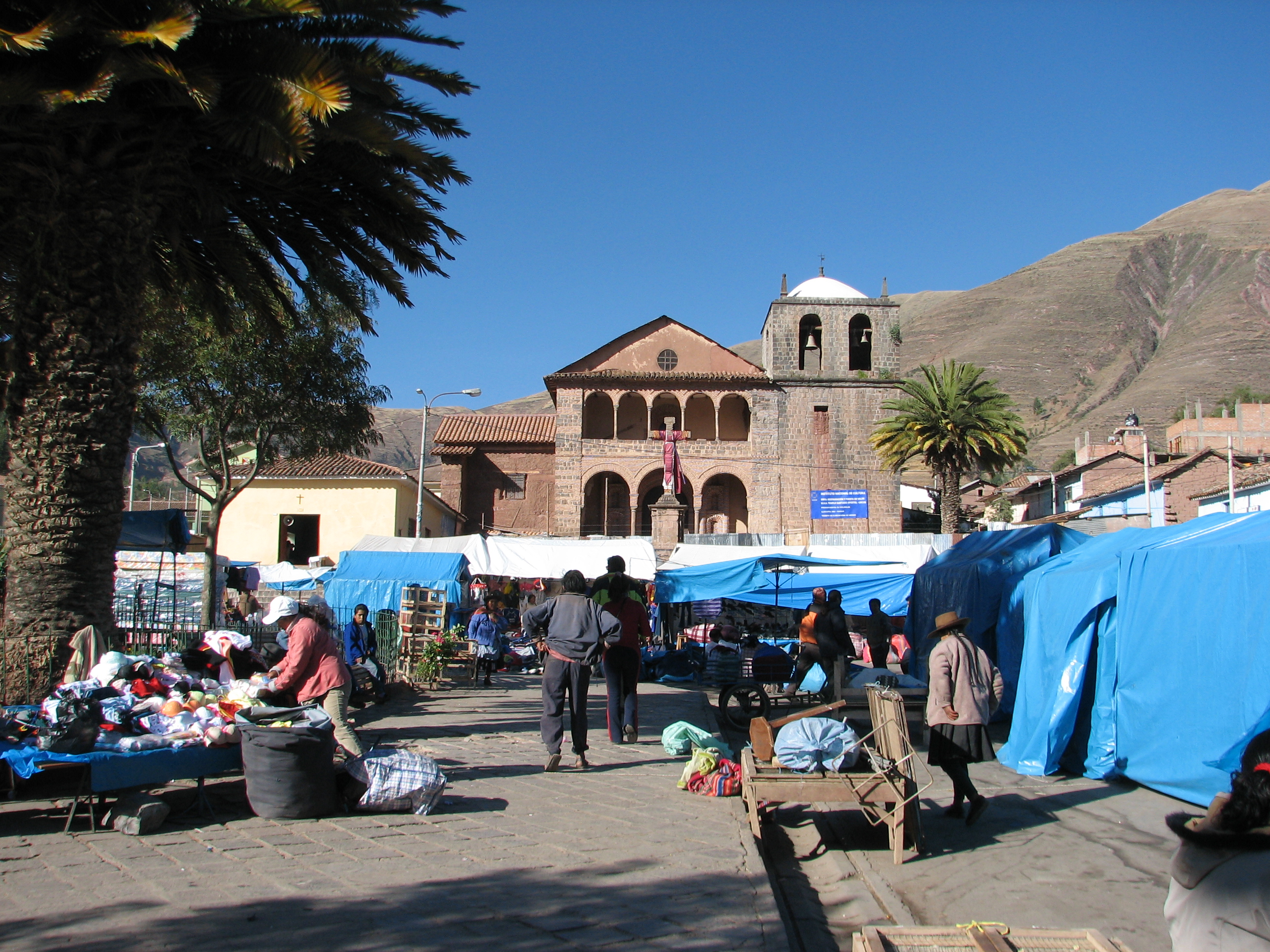

烏爾科斯區（西班牙語：Distrito de Urcos），是秘魯的一個區，位於該國南部庫斯科大區的基斯皮坎奇省，始建於1857年1月2日，面積134.65平方公里，海拔高度3,150米，2005年人口10,402，人口密度每平方公里77人。